# Johanneswein

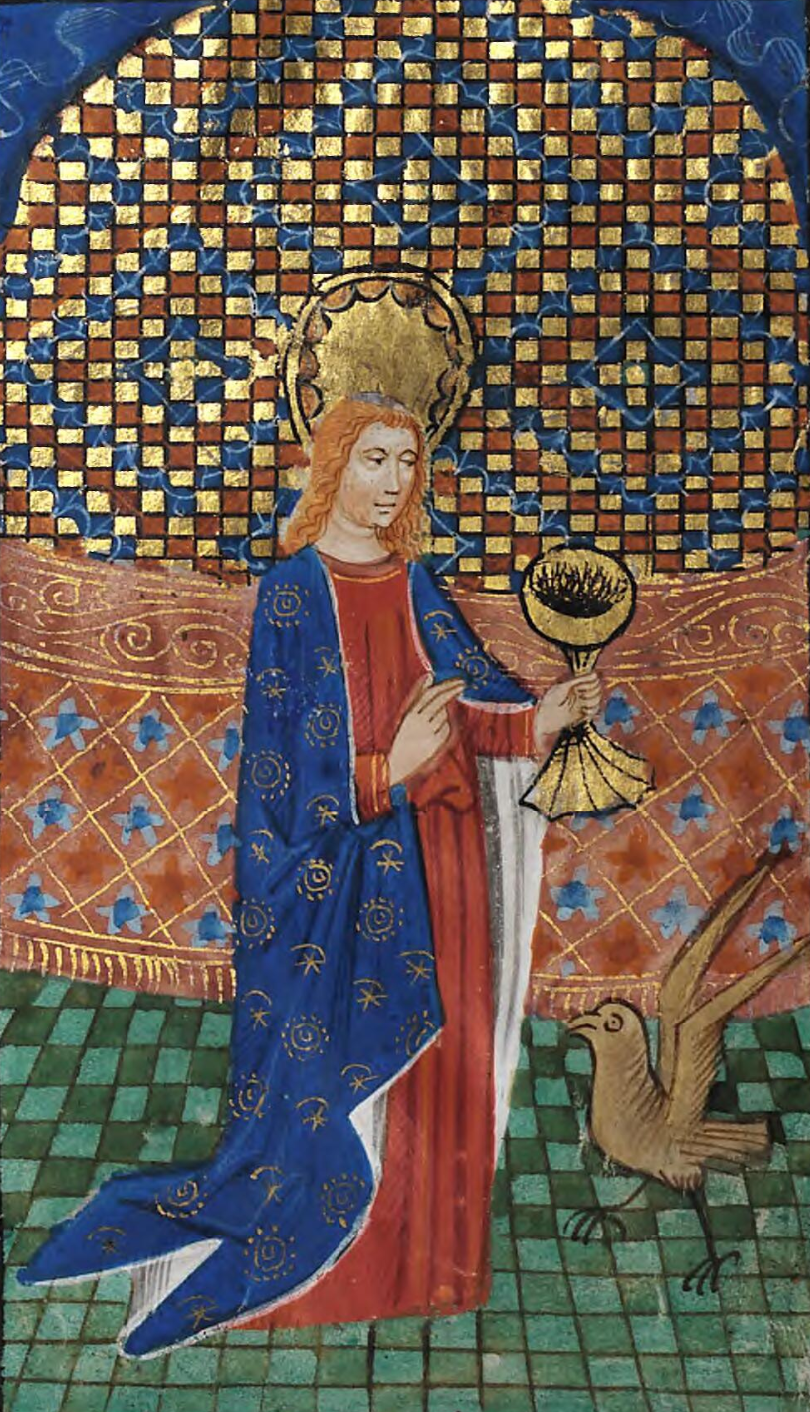
Der heilige Johannes und der Kelch mit dem vergifteten Wein, Darstellung im Stundenbuch De Grey Hours

Die Segnung von Johanneswein (auch in der Schreibweise Johanniswein) gehört zu den Benediktionen der katholischen Kirche. „Am Fest des heiligen Apostels und Evangelisten Johannes, dem 27. Dezember, pflegt man vor dem Gottesdienst den Wein zu weihen, den der Priester nach der Messe auf der Epistelseite den Gläubigen in einem Kelch zum Trinken reicht“, so wurde es zum Beispiel aus dem Jahr 1678 berichtet. Die Segnung von Wein, immer Rotwein, die vom Zelebranten in der Heiligen Messe vorgenommen werden kann, ist im Benediktionale enthalten. Dort heißt es zu diesem Sakramentale: „Der Johanniswein erinnert uns an das Gebot argloser Liebe, das dieser Apostel besonders gepredigt hat“.

## Geschichte
In der Legenda aurea wird vom Wirken des Evangelisten Johannes in Kleinasien berichtet. Dort wollte er im Artemistempel in Ephesus nicht opfern. Aristodemus, der Oberpriester des Tempels, wollte Johannes dazu bringen, doch zu opfern, andernfalls müsse er das Gift trinken, an dem zwei Verbrecher vor seinen Augen schon gestorben waren. Johannes schlug das Kreuz über dem Kelch, das Gift entwich als Schlange, er trank ohne zu sterben. Zudem warf er seinen Mantel auf die Verbrecher und diese erwachten zum Leben, worauf Aristodemus sich bekehrte.
Im 12. Jahrhundert entstand die höfische Sitte, vor einer Reise einen Abschiedstrunk zu nehmen, der teilweise mit kirchlich geweihtem Wein begangen wurde, den Charakter eines Segens hatte und Johannessegen, Johanneslieb oder Johannisminne genannt wurde; das war in ganz Deutschland verbreitet. In den Dörfern des Rheinlandes war er bis in die 1920er Jahre üblich. Eine Handpostille aus dem Jahre 1906 sagt dazu: „Warum wird an diesem Fest Wein gesegnet und den Gläubigen zum Trinken angeboten? Dies geschieht
1. damit alle, die von dem gesegneten Wein trinken, vor allen giftigen Krankheiten und Seuchen bewahrt bleiben und die Gesundheit des Leibes und das Heil der Seele erhalten mögen und
2. damit wir durch die Fürbitte des hl. Johannes, der einen vergifteten Trunk aus Liebe zu Gott und den Nächsten, nämlich einen Götzendiener zu bekehren, genommen hat, mit der Liebe Gottes und des Nächsten mit heiliger Freude erfüllt werden mögen. Deswegen kann der Priester bei Darreichung des Johannesweines die Worte sprechen: ‚Trinke die Liebe des heiligen Johannes im Namen des Vaters, des Sohnes und des Heiligen Geistes, Amen.‘“

Wo der Brauch bestand, brachten Kirchgänger am 27. Dezember eine oder zwei Flaschen Wein mit in die Pfarrkirche und ließen sie segnen. Dann wurde er, oft erst zu Hause, von der ganzen Familie getrunken. Für die Kinder war der Johannessegen ein besonderes Ereignis. Sie durften an diesem Tag das einzige Mal im Jahr einen Schluck Rotwein zu sich nehmen. Zum Teil wurde der Wein auch aufbewahrt, damit er bei Schwächeanfällen und Krankheiten als Medizin eingenommen werden konnte.
1668 ließ der Nörvenicher Pfarrer Conradus Flocken eine silberne Trinkschale bei einem Kölner Goldschmied anfertigen, „zur größeren Bequemlichkeit der daraus den geweihten Wein Trinkenden“. Diese kostbare Schale wird in Nörvenich bei der Spendung der Kommunion benutzt.
Die Direktorien der katholischen Bistümer im deutschen Sprachraum weisen am 27. Dezember auf die Möglichkeit der Segnung von Johanneswein hin, der den Gläubigen an der Kommunionbank oder Altarstufe zum Trinken gereicht werden kann.
In Ostösterreich ist die Johannesweinsegnung am 27. Dezember nach wie vor in vielen katholischen Pfarrkirchen üblich. In der Steiermark heißt der 27. Dezember (nach dem Heiligen) „Hanstag“. In Altaussee wird die Johannesminne beim Abschied eines Familienmitgliedes aus dem Haushalt, im Krankheitsfall und bei Hochzeiten getrunken.